# Кьосевци
Кьосевци е село в Североизточна България, област Търговище, община Антоново.

## География
Селото се намира на автомобилния път Варна-София.

## Личности
Участници в съпротивителното движение през Втората световна война:
- Бони Ангелов Манов (Друмчо, 18 януари 1920 – 29 януари 1944) партизанин, загинал с брат си Мано в сражение
- Мано Ангелов Манов (Здравко, 1912 – 29 януари 1944 г.), партизанин, загинал с брат си Бони в сражение
- Дончо Христов Стоилов (Васко, 3 септември 1920 – 29 януари 1944), партизанин, загинал в сражение
- Стоян Тодоров Иванов (Румен, 1 октомври 1920 – 22 март 1944), партизанин, заловен и разстрелян без съд
- Димитър Стоилов Соколов (22 февруари 1900 г. – 9 февруари 1944), ятак, разстрелян без съд